# Brandon Brown (cestista 1981)
Brandon Charles Brown (Houma, 18 giugno 1981) è un ex cestista statunitense.
Alto 201 cm per 114 kg, giocava come ala grande.

## Carriera
Ha frequentato l'high school di Terrebonne e nel 1999 si è iscritto alla Tulane University di New Orleans. Ha iniziato a giocare a pallacanestro con la sua università nel secondo semestre del 1999-2000. Ha così potuto disputare le canoniche quattro stagioni nel campionato NCAA. Già nel 2000, da sophomore, aveva una media di 30 minuti a partita, giocando quasi sempre da titolare. Nel 2003 viene scelto al draft dell'United States Basketball League dai Kansas Cagerz.
Nell'estate 2005 viene acquistato dall'Air Avellino, con cui gioca l'intera stagione in Serie A. Al suo esordio nel campionato italiano, disputa 34 gare, con una media di 15,2 punti e 8,4 rimbalzi a partita. Alla fine dell'esperienza campana, per la stagione 2006-07 si trasferisce in Corea del Sud per giocare con gli Incheon ET Land Black Slamer.
Ritorna in Italia il 15 febbraio 2007, quando firma per Teramo. In mezza stagione, per un totale di 16 gare disputate e 29,4 minuti di media, segna 11,9 punti e cattura 7,6 rimbalzi a partita. Per le successive due stagioni rimane sotto contratto per la società abruzzese, dove tra alti e bassi, riesce a ritagliarsi un ruolo da protagonista. Nel luglio 2009 firma un contratto con la neopromossa in A1 Basket Triboldi Cremona.
Il 2 agosto 2011 firma un contratto che lo riporterà a Teramo fino a quando la società abruzzese, nell'estate del 2012, non si reiscrive a nessun campionato per problemi economici.
Ad agosto 2012 firma con la Pallacanestro Trieste, in LegaDue. Il 22 febbraio 2013 passa alla Felice Scandone Basket Avellino.